# Ellerton-on-Swale
Ellerton-on-Swale is een civil parish in het bestuurlijke gebied Richmondshire, in het Engelse graafschap North Yorkshire.